# جری فان روین
جری فان روین (انگلیسی: Jerry van Rooyen; ۳۱ دسامبر ۱۹۲۸ – ۱۴ سپتامبر ۲۰۰۹) یک موسیقی‌دان، رهبر ارکستر، آهنگساز و موزیسین جاز اهل پادشاهی هلند بود.
از فیلم‌های او می‌توان به مرا ببوس هیولا اشاره کرد.